# Saeid Mollaei
Saeid Mollaei (n. 5 ianuarie 1992, Teheran, Iran) este un judocan ce a reprezentat Mongolia, medaliat olimpic. A participat la 2 ediții ale Jocurilor Olimpice (2016, 2020) în care a câștigat o medalie de argint.